# Lonchaea languida
Lonchaea languida är en tvåvingeart som beskrevs av Mcalpine 1964. Lonchaea languida ingår i släktet Lonchaea och familjen stjärtflugor. Inga underarter finns listade i Catalogue of Life.